# Servicio de Restauración de Álava
El Servicio de Restauración de Álava forma parte del Departamento de Cultura y Deporte de la Diputación Foral de Álava y se encarga del cuidado y protección de los elementos patrimoniales del territorio alavés.

## Introducción
El Servicio de Restauración, en euskera Zaharberrikuntza Zerbitzua, se dedica a la conservación y restauración de los bienes muebles que forman el Patrimonio Cultural de Álava. En la Ley de Patrimonio Cultural Vasco se define el deber de las instituciones públicas de velar por la integridad del Patrimonio Histórico-Artístico. Según la ley, es competencia de la Diputación Foral de Álava fomentar e impulsar el conocimiento, la conservación y la restauración del Patrimonio del territorio histórico de Álava.

## Historia
Por medio del Decreto 1.296/1985 del Consejo de Diputados de 2 de abril se crearon los distintos departamentos que integran la Diputación Foral de Álava y entre ellos, el de Cultura (art.º 4.1). Para que la estructura orgánica y las funciones de los distintos Servicios del Departamento, incluido el de Restauración, se detallaran por primera vez, habría que esperar al Decreto Foral 1.144/1987 de 29 septiembre.

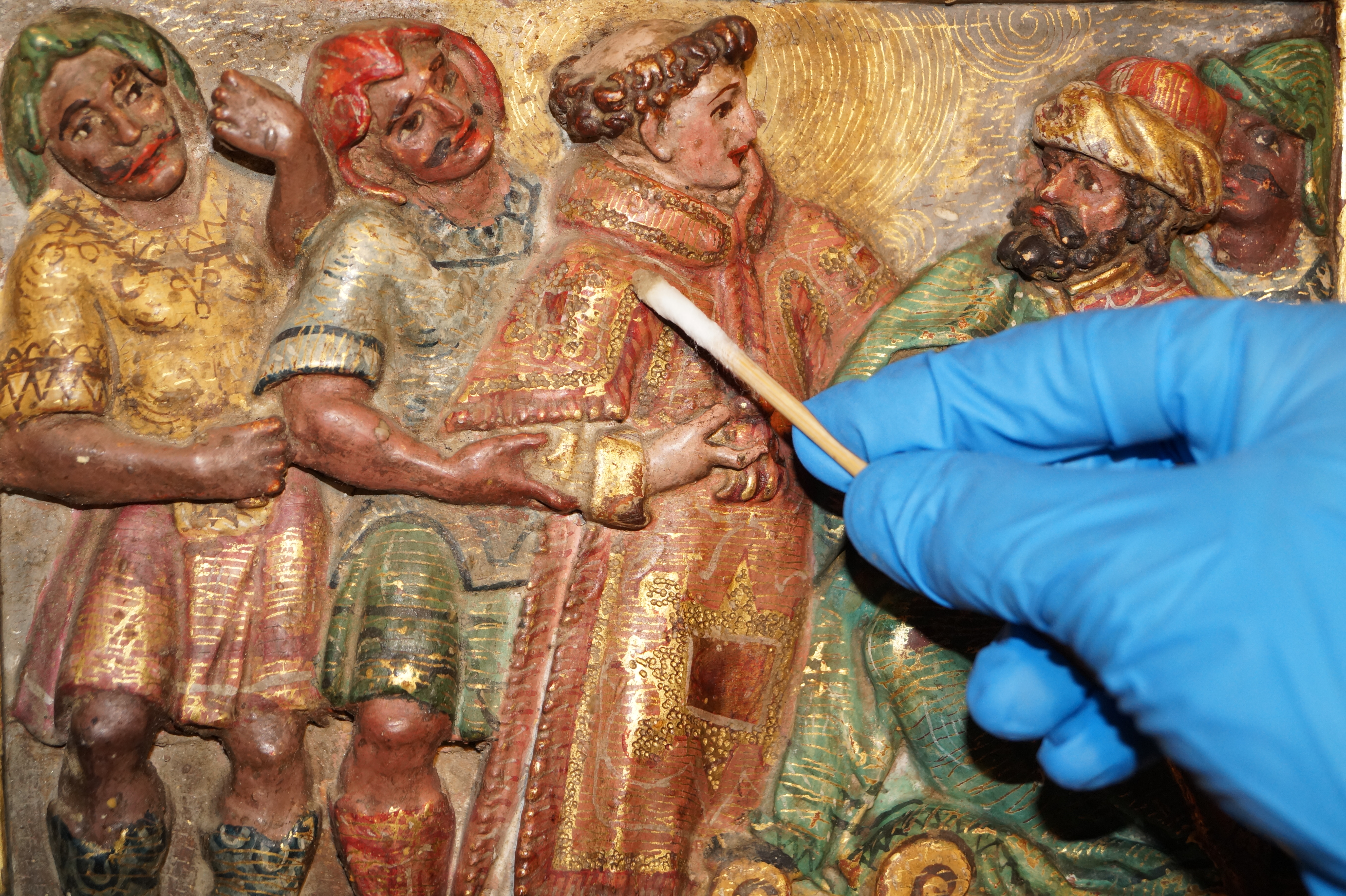
Restauración de una talla en madera policromada

En 1987 se comenzó a trabajar en la primera sede del Servicio de Restauración, situada en el Paseo Fray Francisco de Vitoria, junto al Museo de Bellas Artes de Álava. En 1989, el personal del Servicio se encontraba repartido entre lo que fue su segunda sede,  un local en la calle Reyes Católicos y unas dependencias dentro del edificio del Archivo Histórico Provincial de Álava. En 2002 el Servicio de Restauración al completo se trasladó e instaló en su definitiva ubicación, unas instalaciones mucho más amplias y mejor equipadas. En 2024 el equipo del Servicio lo forman 10 personas.

## Ubicación
El edificio del Servicio de Restauración se encuentra situado en la calle Urartea, 4 de Vitoria, dentro del recinto del Parque de Servicios de la Diputación Foral de Álava. Se puede llegar hasta el centro, previa cita telefónica, de forma privada o en transporte público.

## Instalaciones

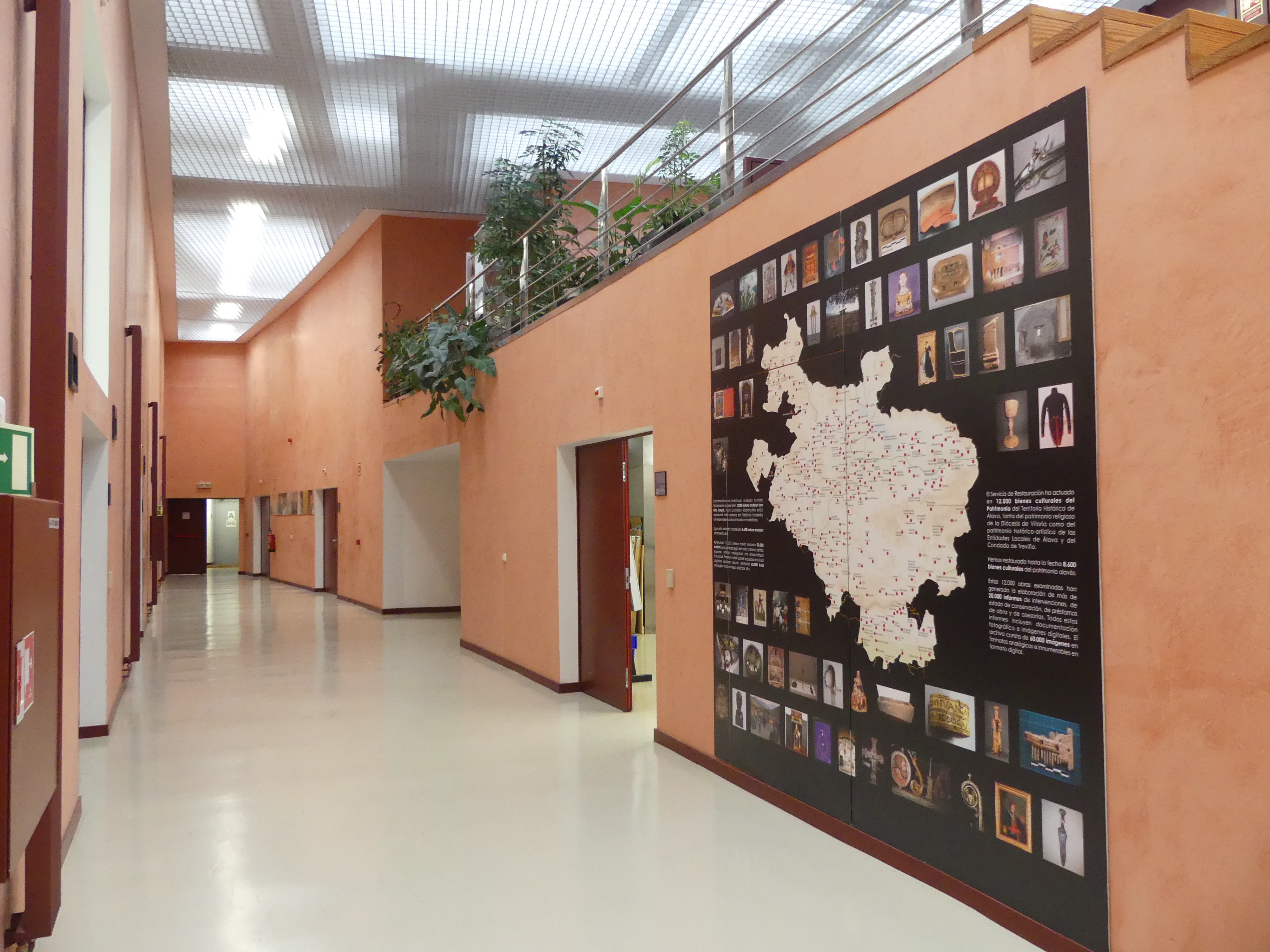
Interior del edificio del Servicio de Restauración

El Servicio de Restauración ocupa un edificio exento de aproximadamente 1500 m2 repartidos en dos plantas en las que se distribuyen las distintas dependencias. En la planta inferior se ubican los diferentes ámbitos de trabajo, climatizados en función de las obras que albergan. Hay dependencias en donde se realizan las intervenciones de conservación-restauración, los almacenes de obra y materiales, el laboratorio, la carpintería y otras áreas de servicios auxiliares. En la planta superior se encuentran los despachos del personal técnico y administrativo, la sala de conferencias y reuniones, el archivo y la biblioteca.

## Estructura y funciones
El Servicio de Restauración se compone de distintas secciones, integradas por especialistas en cada campo de la conservación, que se encargan del estudio y las intervenciones en las distintas áreas del patrimonio mueble de Álava: Materiales arqueológicos, libros, documentos gráficos y fotográficos, escultura, pintura, piedra y pintura mural, arte contemporáneo y textiles. Sus funciones fundamentales son:
- Atender las peticiones procedentes de los Museos de la Red Foral de Álava, del Archivo del Territorio Histórico de Álava, del Servicio de Patrimonio Histórico Arquitectónico, de la Casa de Cultura y de otros servicios de la Diputación Foral en materia de conservación y restauración de bienes cultuales muebles: realización y supervisión de intervenciones de conservación y restauración; elaboración de informes de conservación preventiva previa recolección de datos medioambientales; realización de labores de correo de obras de arte; etc.[7][8]

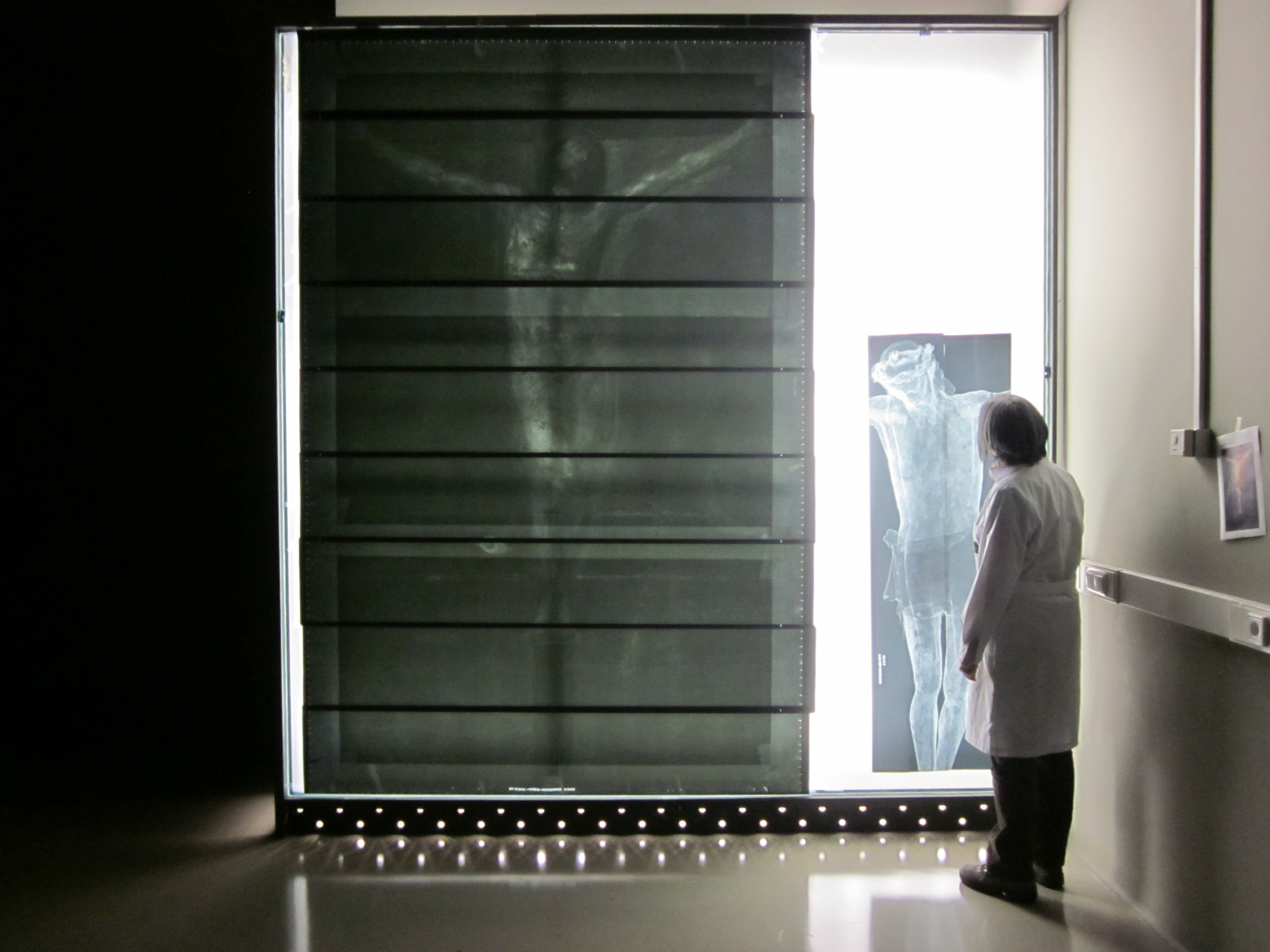
Estudio de la radiografía de una obra en el negatoscopio

- Estudio de la radiografía de una obra en el negatoscopioIntervenir directamente o supervisar las actuaciones de conservación-restauración llevadas a cabo por terceros en el patrimonio de la Diócesis de Vitoria a través de un convenio anual.[9][10]

- Fomentar, participar y supervisar las intervenciones en el patrimonio histórico-artístico de las Entidades Locales de Álava y del Condado de Treviño por medio de convocatorias públicas de subvenciones.[11]

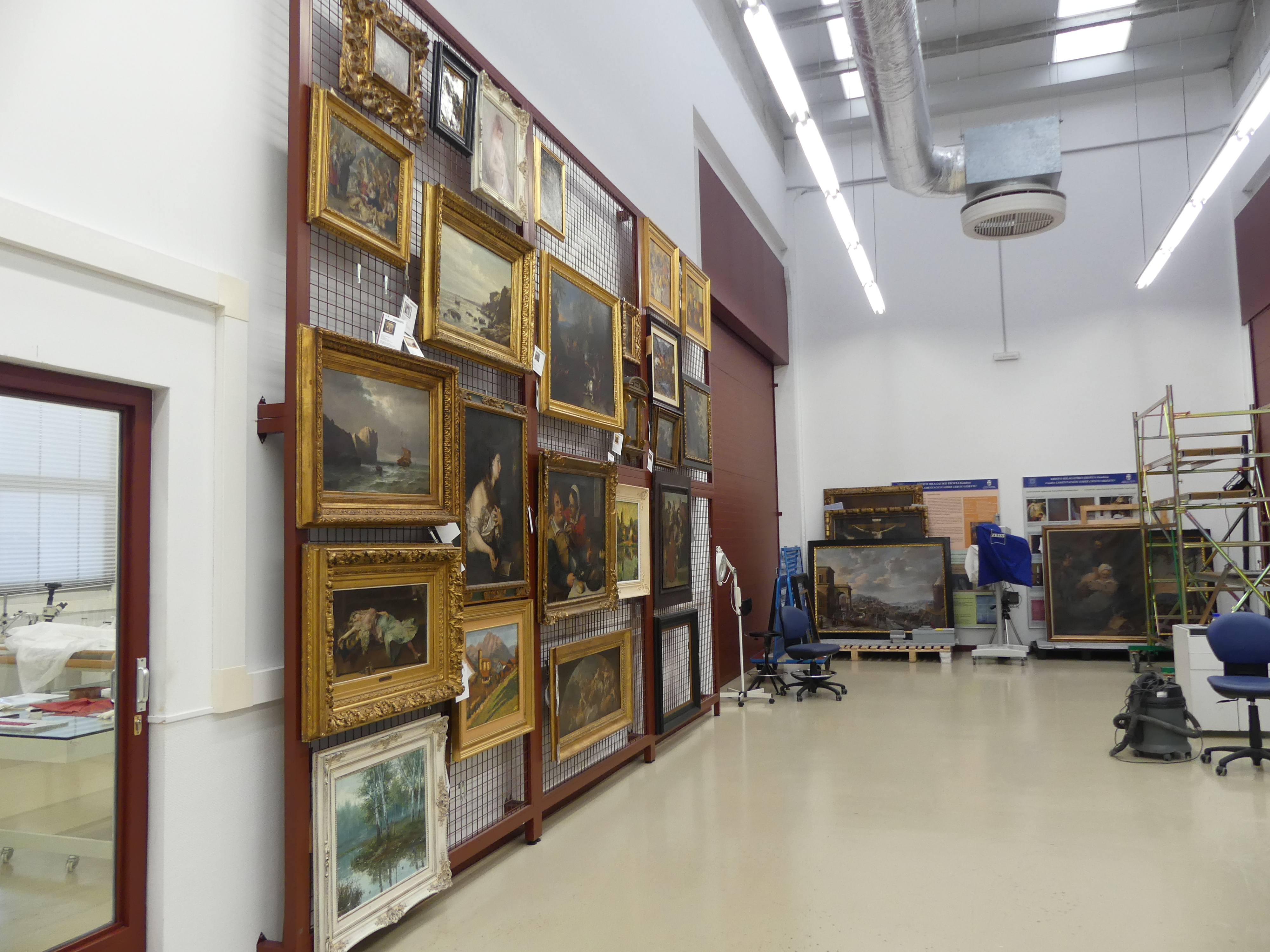
Taller de Pintura

- Proporcionar asesoramiento a instituciones y particulares en materia de conservación y restauración del patrimonio cultural y divulgar y sensibilizar a la población en general sobre la importancia de respetar el Patrimonio histórico-artístico. Para ello se llevan a cabo conferencias, talleres y visitas guiadas a las instalaciones del Servicio dirigidas tanto al alumnado universitario de Restauración, Historia del Arte y Arqueología como a asociaciones culturales o de interés social y al público en general.[12][13][14][15]

El Servicio de Restauración participa en programas de Cooperación Educativa con la Universidad del País Vasco para la realización de prácticas académicas del alumnado tanto en sus instalaciones como en visitas técnicas y trabajos en otras localizaciones con intervenciones en curso.
El personal técnico del Servicio de Restauración lleva a cabo investigaciones sobre técnicas artísticas y metodología de la conservación y participa en reuniones técnicas, congresos, cursos de formación, publicaciones, etc. relacionadas con la conservación y restauración del patrimonio cultural. 
Además, el Servicio forma parte de distintos grupos y asociaciones dedicadas a la conservación del patrimonio como el Grupo Español del International Institute for Conservation of Historic and Artistic works, la Asociación Profesional de Conservadores Restauradores de España (ACRE) o la Red Europea para la Educación en Conservación-Restauración (ENCORE).

## Otros servicios

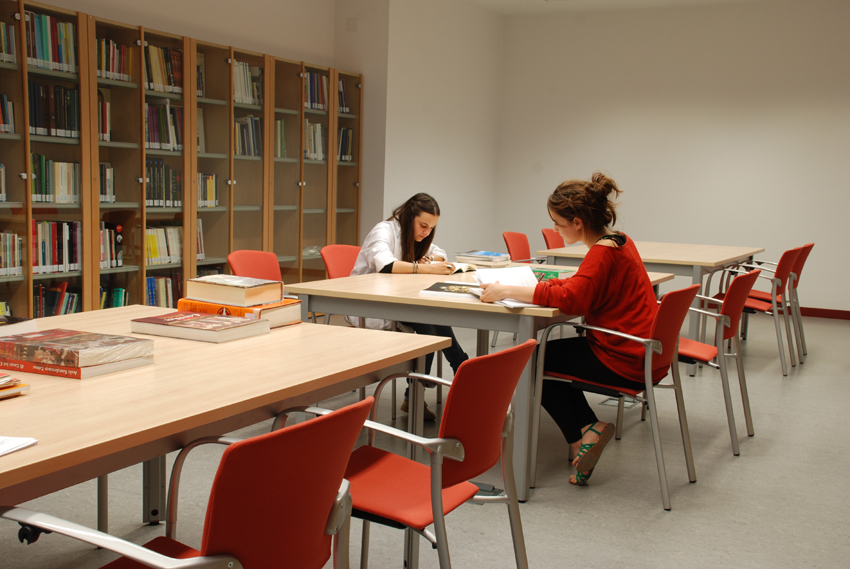
Biblioteca del Servicio de Restauración

#### Biblioteca
Los casi 4000 libros de la biblioteca del centro, de acceso público, se pueden consultar presencialmente o mediante préstamo interbibliotecario a través de la Red de Bibliotecas Públicas de Euskadi. Aunque la biblioteca está especializada en la restauración y conservación del patrimonio, también cuenta con bibliografía sobre Historia del Arte, técnicas artísticas y patrimonio alavés y del País Vasco, etc.

#### Archivo y fototeca
Toda la documentación generada en el curso de las intervenciones de restauración y conservación de cada área (informes de actuaciones, documentación gráfica y fotográfica, análisis y estudios, etc. ) se encuentra en el archivo del Servicio de Restauración y puede ser objeto de consulta.